# Quadrastichus haitiensis
Quadrastichus haitiensis är en stekelart som först beskrevs av Charles Joseph Gahan 1929.  Quadrastichus haitiensis ingår i släktet Quadrastichus och familjen finglanssteklar. Inga underarter finns listade i Catalogue of Life.